# Charlotta Ulrica Schürer von Waldheim
Charlotta Ulrica Schürer von Waldheim, född 19 mars 1770 i Stockholm, död 3 mars 1835 i Stockholm, var en svensk målare.
Hon var dotter till Pehr Hilleström och Ulrika Lode och från 1798 gift med översten och generaladjutanten Johan Schürer von Waldheim och mor till kopparstickaren Fredrik August Schürer von Waldheim samt syster till Carl Peter Hillsttröm. Hon fick mycket av sin faders konstnärsbegåvning i arv och under uppväxten en viss handledning från sin far. Bland hennes bevarade verk finns ett antal Bellmansmotiv utförda i akvarell vid Kungliga biblioteket i Stockholm.